# Appendagite epiploica
La appendagite epiploica è un disturbo non frequente e benigno, un processo infiammatorio tendenzialmente autolimitante a carico delle appendici epiploiche. La patologia viene talvolta definita semplicemente appendagite o appendicite epiploica, ma attualmente si preferisce evitare il ricorso a questi termini per non ingenerare confusione con la appendicite acuta. È una causa rara di dolore addominale acuto, e probabilmente per questo motivo è spesso misconosciuta e non diagnosticata. Data la sua capacità di imitare molti altri processi patologici viene spesso confusa con essi e il paziente per questo motivo è sottoposto a interventi chirurgici invasivi non necessari.

## Anatomia
Le appendici epiploiche, od omentali sono piccole sacche costituite di peritoneo e ripiene di grasso, situate in prossimità del decorso del colon e del sigma. Con la perdita delle haustra intestinali scompaiono anch'esse.

## Cause
Le appendici epiploiche possono infiammarsi in modo acuto spesso a causa di processi di torsione oppure di trombosi venosa della vena che drena centralmente l'appendice.

## Sintomi e segni
Il quadro clinico assai spesso è aspecifico e confondente, simulando facilmente un episodio di sigmoidite, di panniculite mesenterica, di diverticolite, di colecistite oppure una appendicite acuta.
Tale quadro è dominato dal dolore acuto, che il paziente descrive come a fitta o trafittivo, più spesso localizzato nei quadranti addominali di sinistra, ma talvolta anche nei quadranti di destra o in mesogastrio e periombelicale.
Il dolore può accompagnarsi a nausea e vomito. Talvolta il disturbo può associarsi ad alterazioni dell'alvo intestinale, più spesso a diarrea.
Anche se di norma la temperatura corporea è nella norma, alcuni pazienti sviluppano febbre più o meno pronunciata.
Per quanto riguarda gli esami di laboratorio, si segnala che la conta dei globuli bianchi in genere è nella norma o solo lievemente aumentata. La velocità di eritrosedimentazione (VES) appare anch'essa solo lievemente incrementata.
Data la presentazione clinica spesso i soggetti affetti da appendagite epiploica afferiscono ai Pronto Soccorso (PS) o Dipartimenti di Emergenza e Accettazione (DEA) nel timore di una patologia addominale acuta.

## Diagnosi
La diagnosi inizialmente è clinica e richiede un alto indice di sospetto.
Alcuni esami strumentali, come ad esempio l'esecuzione di una ecotomografia oppure una tomografia computerizzata addominale possono risultare dirimenti.
Ciò nonostante è sempre possibile che si verifichino casi di diagnosi errata che comportano ricoveri chirurgici e l'esecuzione di interventi chirurgici o laparotomie esplorative non necessarie, con cattivo utilizzo delle risorse ospedaliere.

## Terapia
Come già accennato il disturbo tende ad autolimitarsi e a scomparire in pochi giorni.
Nei casi in cui il dolore persista il ricorso a farmaci analgesici ne permette generalmente un buon controllo.
In linea di massima la patologia non richiede un trattamento di tipo chirurgico, a differenza di quadri addominali similari.

## Trattamento chirurgico
Normalmente non necessario. L'approccio chirurgico diventa invece indispensabile quando la diagnosi differenziale non sia ben chiara, oppure quando vi sia una patologia associata (ad esempio, per quanto eccezionale, l'occlusione intestinale, la perforazione intestinale o la peritonite acuta) che richiede l'intervento chirurgico.

## Complicanze
Sono assolutamente eccezionali. Vengono comunque segnalati casi sporadici che possono esitare in occlusione intestinale, perforazione intestinale e peritonite.

## Diagnosi differenziale
- Appendicite acuta
- Diverticolite
- Colecistite
- Infarto omentale acuto
- Panniculite mesenterica